# USS LST-173
O USS LST-173 foi um navio de guerra norte-americano da classe LST que operou durante a Segunda Guerra Mundial.